# Mussaenda multibracteata
Mussaenda multibracteata är en måreväxtart som beskrevs av Elmer Drew Merrill. Mussaenda multibracteata ingår i släktet Mussaenda och familjen måreväxter. Inga underarter finns listade i Catalogue of Life.